# Georg Rückert (Politiker)
Georg Rückert (* 8. November 1901 in Spachbrücken; † 12. September 1990) war ein deutscher Verwaltungsjurist und Kommunalpolitiker (SPD).

## Werdegang
Nach dem Realgymnasium und einer Banklehre studierte Rückert Rechtswissenschaften und promovierte an der Universität Frankfurt am Main.
Von 1927 bis 1931 arbeitete er bei der Stadtverwaltung in Darmstadt. 1931 wurde er Bürgermeister von Ober-Ingelheim. Am 7. April 1933 wurde er von den Nationalsozialisten abgesetzt und war in den folgenden Jahren als Bankbeamter in Leipzig tätig.
Nach Ende des Zweiten Weltkriegs kehrte er als Bürgermeister von Ingelheim wieder in sein Amt zurück. Vom 15. Februar 1947 bis zum Eintritt in den Ruhestand 1966 war er als Nachfolger von Edmund Kaufmann (1946–1947) Regierungspräsident von Rheinhessen.

## Ehrungen
- 8. November 1966: Ehrenbürger der Stadt Ingelheim am Rhein
- 1. Dezember 1966: Großes Verdienstkreuz der Bundesrepublik Deutschland
- Ehrenring der Stadt Mainz
- Ehrenbürger der Johannes-Gutenberg-Universität in Mainz
- Verdienstkreuz des Deutschen Roten Kreuzes
- September 2000: Benennung der Georg-Rückert-Straße in Ingelheim